# 西舍尔葡萄酒

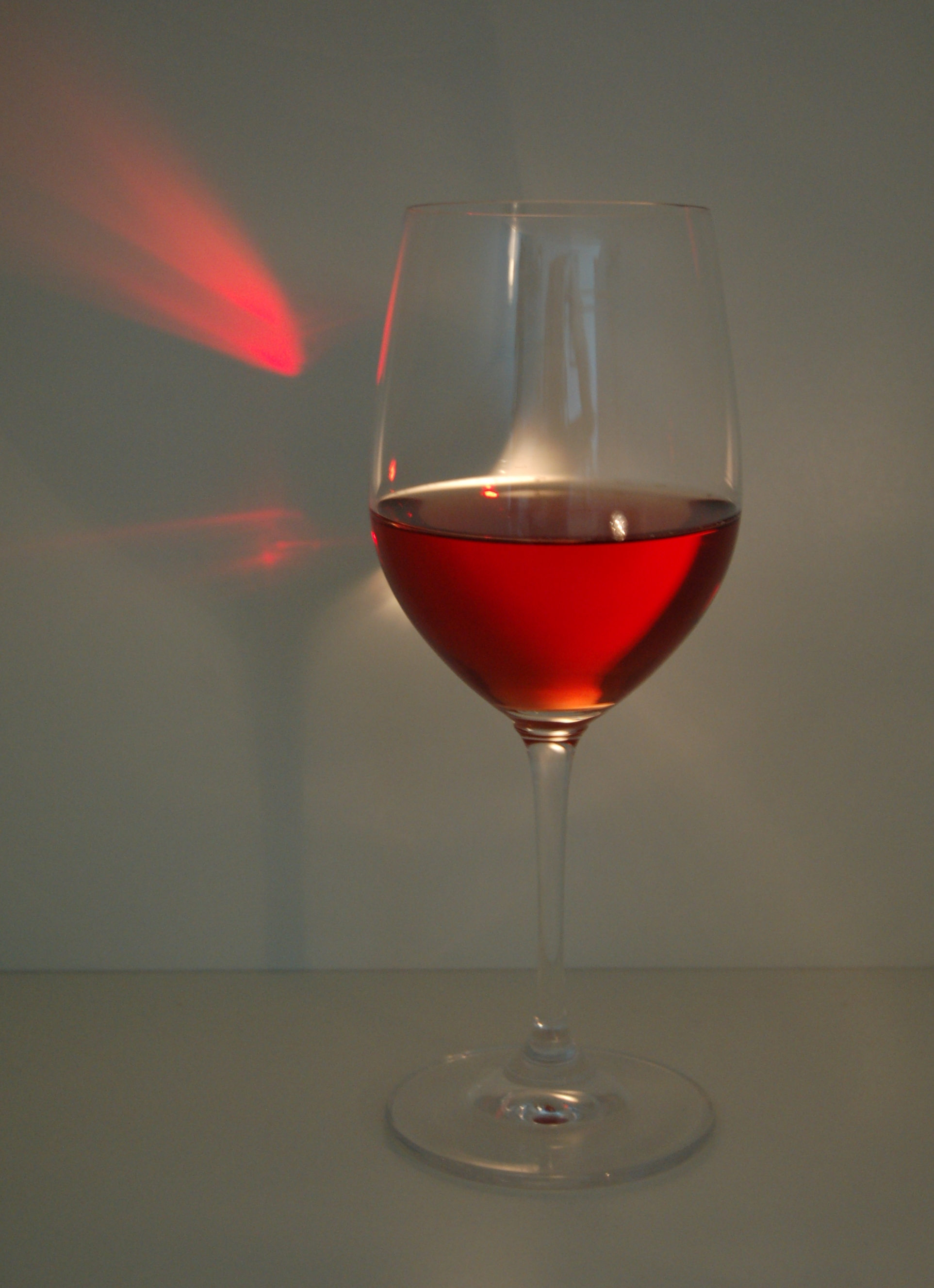
倒在酒杯裡的西舍爾葡萄酒

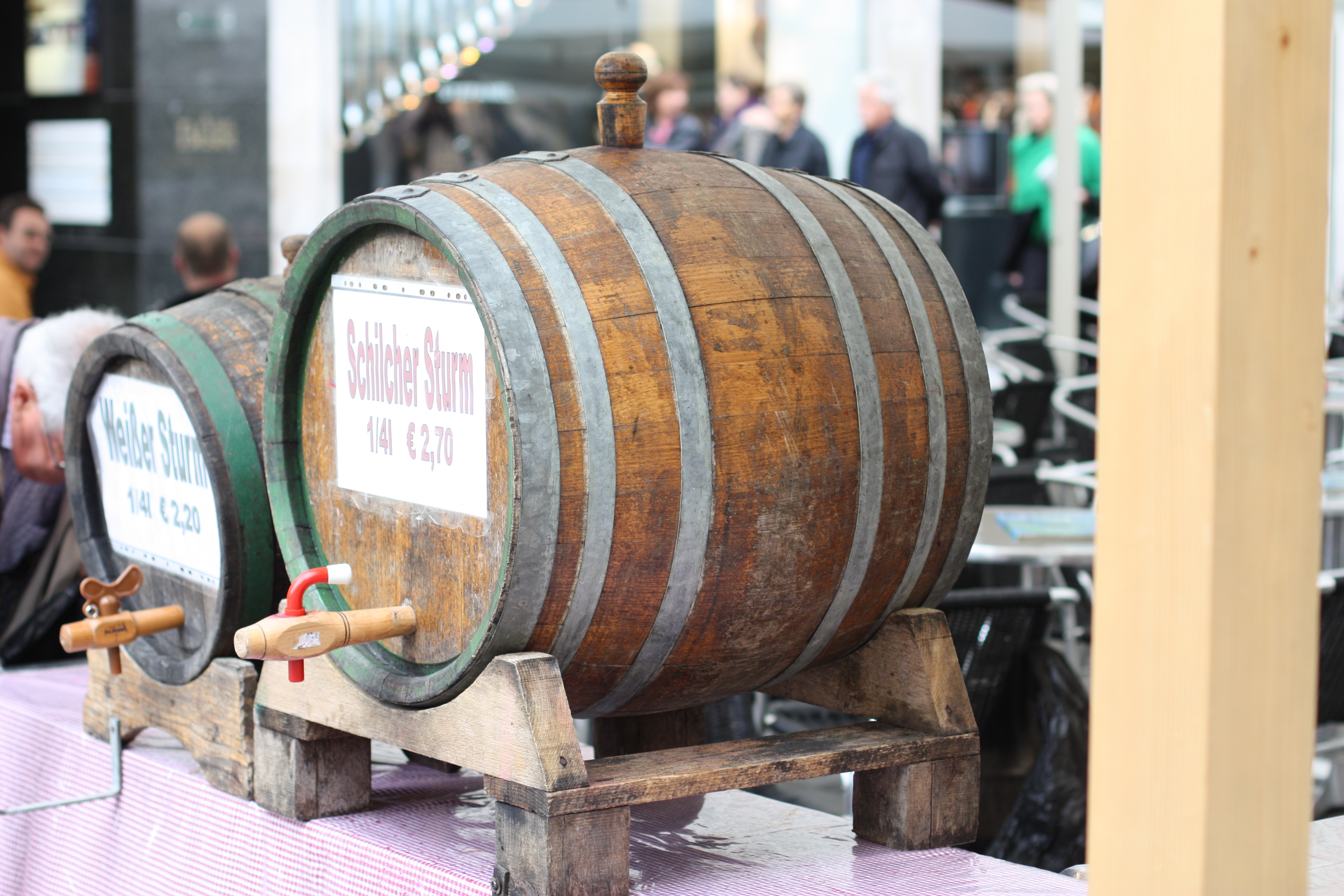
釀西舍尔葡萄酒的酒桶

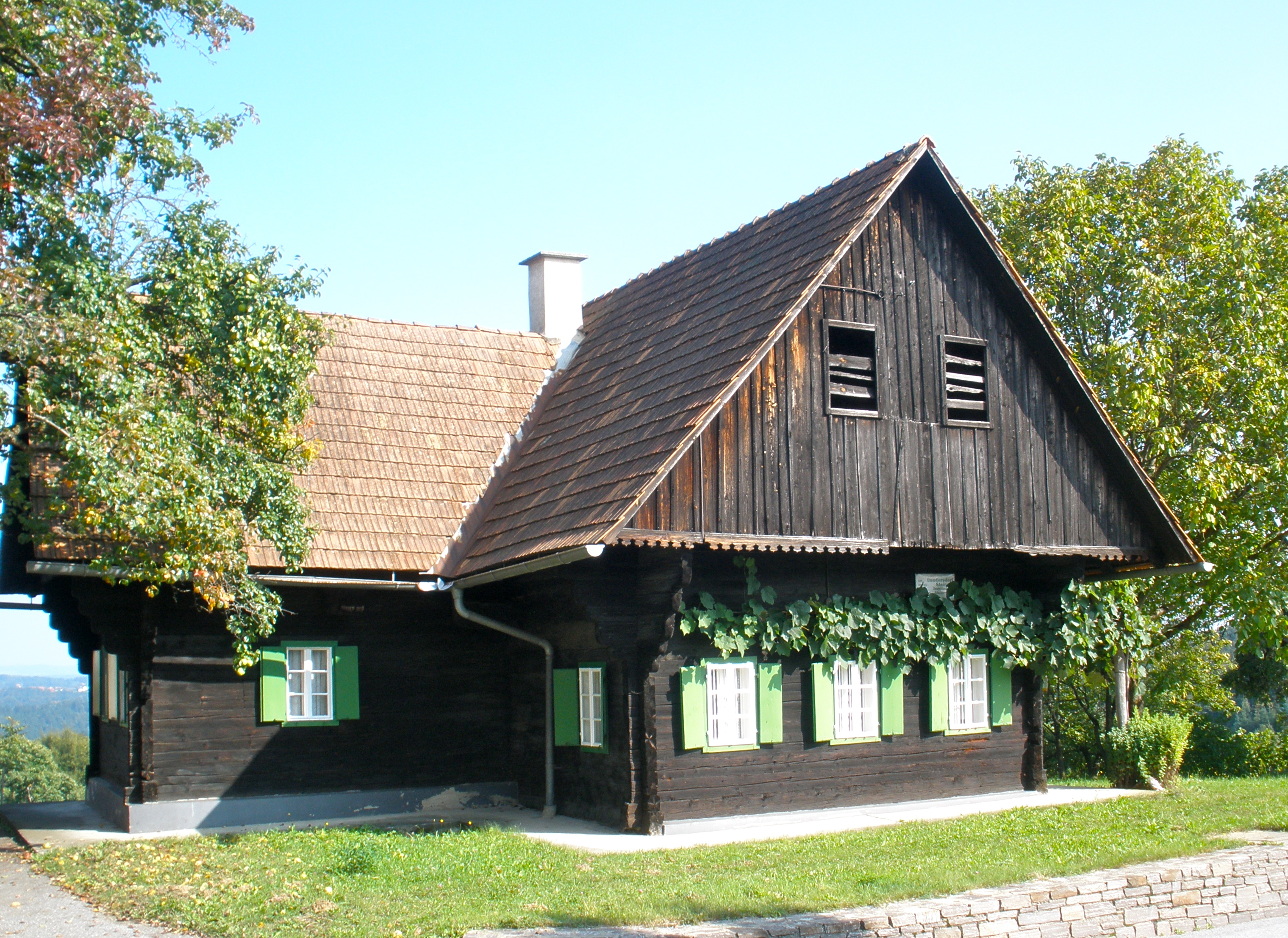
西舍尔葡萄酒酒莊

西舍尔葡萄酒（德語：Schilcher），是奥地利出产的一种桃红葡萄酒。
酿制此酒所需的葡萄品种被称为蓝色威德巴赫（Blauer Wildbacher），此酒名称「Schilcher」只允许在施泰尔马克州使用。用来酿酒的蓝色威德巴赫葡萄生长在西施泰尔马克的丘陵地带，最高达到海拔600米。整个种植面积只有156公顷。

## 历史
蓝色威德巴赫这个葡萄品种，大约在公元前400年，由移居到现今施泰尔马克州的凯尔特人，从本地的野生葡萄品种中培育出来的。1842年被正式分类。此葡萄酒，在西施泰尔马克州酿制的传统，可追溯到19世纪中期的约翰大公時代，他当时正在为本地寻找新的经济支柱。此酒的名字，则来源于这种酒在阳光下发出的粉色和淡红的颜色。在本地区「Schilcher」就等于Schillern，意为发出粉红色的光。

## 特點

### 葡萄
蓝色威德巴赫葡萄，植物学上被分为蛇葡萄科植物，具有如下的特点：它为木本植物，藤细且为赤褐色，叶小并分为三瓣，根部会长出细须，嫩芽上长满白色的细毛，果实细小浑圆但是结得很密。

### 葡萄酒
一些作者声称，此酒喝後能使人变得暴躁并具有攻击性，因此有时也被称为「暴躁的气泡」（Rabiatperle）。在西施泰尔马克，此酒被人们真正所喜爱，加水稀释后，具有真正解渴的作用。没有完全发酵的新酒被称为发酵果酒（Schilchersturm）。
对此酒的具体描述为：
- 颜色：红宝石的颜色。
- 气味：细腻的葡萄酒的芳香。
- 口味：清新，活泼，充满果味，酸，乾，和谐。
- 特点：酸度很高，具有本品种特有的芳香。
- 葡萄成熟期：10月中旬。
- 品种的保护：倘一种葡萄酒以此名称进行申报，或者出售，那此酒就必须是以蓝色威德巴赫葡萄酿着的，并且这种蓝色威德巴赫葡萄，必须是生长在施泰尔马克州（法律依据是1976年通过的葡萄酒法）。

## 西舍尔葡萄酒大道
此大道由北向南依次穿过葡萄生长区，所经过的市镇分别为：丽吉斯特，贡德斯多夫，圣斯提芬，格莱斯多夫，施坦茨，沃赫拉，巴德伽姆斯，威德巴赫宫殿，德意志兰茨贝格，天鹅山，维斯，艾比斯瓦尔德（Ligist – Gundersdorf - St. Stefan – Greisdorf – Stainz – Vochera – Bad Gams – Schloss Wildbach – Deutschlandsberg – Schwanberg – Wies – Eibiswald）。

## 关于此葡萄酒的轶事
关于此葡萄酒的许多轶事广为流传，其中一个是同教皇庇护六世有关。当教皇1782年去维也纳会见皇帝约瑟夫二世的途中在科夫拉赫附近的方济会修道院玛丽亚·兰科韦茨歇脚时品尝了此葡萄酒，他在自己的私人日记中写道：“这里的修士们让我们品尝了一种他们称之为西舍尔的粉红色的醋”。